# Войд

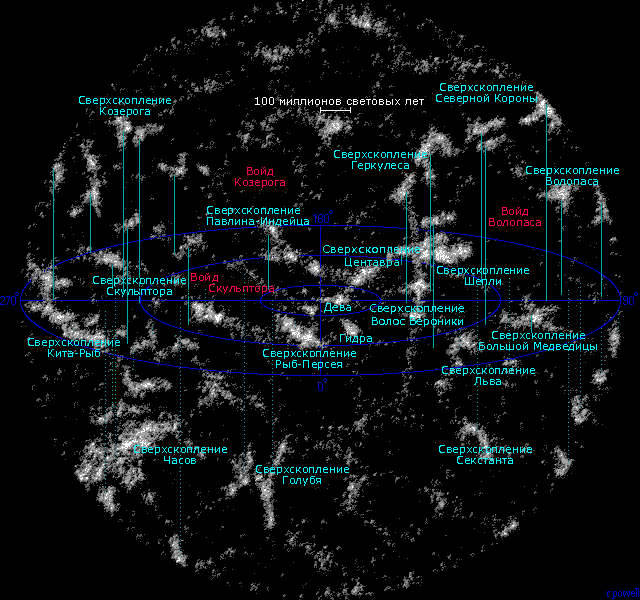
Карта кластерів і войдів

Войд (від англ. void — порожнеча) — ділянка космічного простору, в яких концентрація галактик у десятки разів менша середньої. Облямовані скупченнями та надскупченнями галактик.
Войди вперше виявили 1977 року Стефан Грегорі та Лаярд Томпсон в Національній обсерваторії Кітт Пік, а також Яан Ейнасто, М. Йиевеер та Е. Таго з Тартуської астрофізичної обсерваторії. 
Розміри цих утворень становлять близько 10—30 Мпк. Великі войди (англ. supervoids) можуть досягати в розмірах 150 Мпк та імовірно охоплюють близько 50% обсягу Всесвіту. У войдах можлива наявність «темної матерії» та протогалактичних хмар.
Теорія, що описує утворення цих структур, заснована на так званій джинсовській нестабільності — гравітаційній нестійкості збурень густини матерії. Слід припускати, що на ранніх стадіях еволюції Всесвіту неоднорідності вже існували, хоча і були малими за величиною. Теорія Великого вибуху не визначає форми цих первинних збурень — для неї вони є початковими даними, не виведеними з теорії. Для пояснення їх утворення потрібно залучати додаткові механізми, найвитонченіші з яких є в інфляційній теорії[джерело?]. Інфляційний механізм узгоджується з усією сукупністю космологічних спостережних даних.
Найближчим до Землі є Місцевий Войд, на межі якого й перебуває Місцева група галактик.

## Інтернет-ресурси
- Войди — гігантські порожнечі